# Henrik Juul Hansen
Henrik Juul Hansen (7. marts 1918 – 10. marts 1997) var en dansk lydbogsindlæser, tegner og forfatter. Han skrev bl.a. bogen Kamillas killinger, som han selv illustrerede. Han indlæste et hav af lydbøger for Danmarks Blindebibliotek indenfor næsten enhver genre.
Han var storebror til skuespilleren Holger Juul Hansen.